# Geuzen

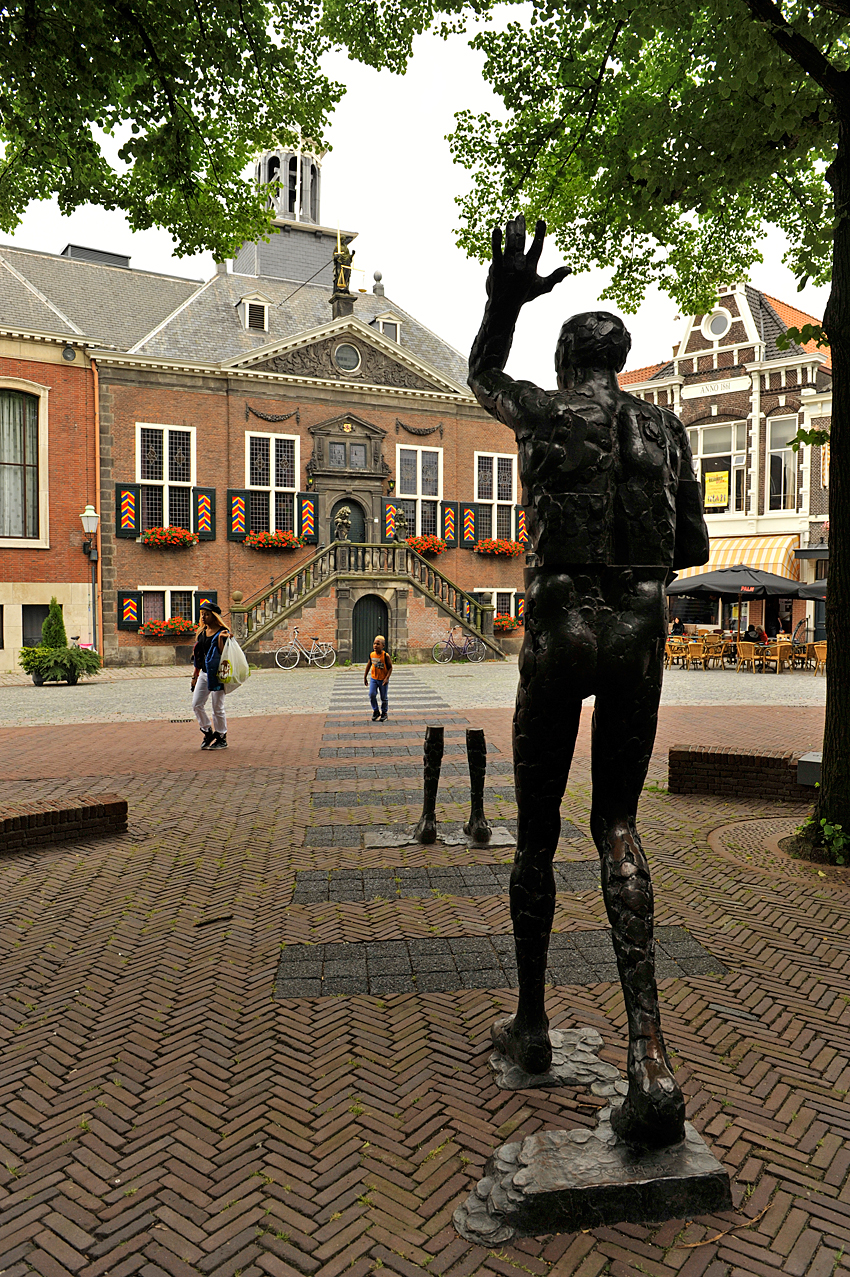
Geuzenmonument in Vlaardingen

Die Geuzen oder der Geuzenverzet (Geuzenwiderstand) war eine niederländische Widerstandsgruppe in der Zeit der deutschen Besatzung von 1940 bis 1945.

## De Geuzen
Die Gruppe wurde am 14. Mai 1940 im Haus von Arij Kop in Vlaardingen gegründet und war die erste Widerstandsgruppe in den Niederlanden während des Zweiten Weltkriegs. Mit dem Namen nahmen die Gründer Bezug auf die niederländischen Freiheitskämpfer Geusen während des Achtzigjährigen Krieges (1568–1648). Initiator war der Schiedammer Lehrer Bernard IJzerdraat, der in dem Vlaardinger Jan Kijne einen Mitstreiter fand. IJzerdraat verfasste kurz darauf den ersten Geuzenbrief, wie die anti-deutschen Flugblätter genannt wurden, in denen er die Niederländer zum Widerstand aufrief. Kijne warb weitere Mitglieder aus seinem Bekanntenkreis an, darunter Mitglieder des Wandervereins Flardinga. Während ihrer Wanderungen spionierten diese Einrichtungen der deutschen Besatzer aus, und die Informationen wurden an die Briten weitergegeben. Andere Mitglieder der Gruppe verübten kleinere Sabotageakte. In den folgenden Monaten schlossen sich weitere Niederländer aus Vlaardingen, Schiedam und Maassluis der Gruppe an. Im November 1940 wurden Hunderte vermeintliche Geuzen von den deutschen Besatzern verhaftet. Ob Verrat oder leichtsinniges Verhalten der Grund war, dass die Deutschen der Gruppe auf die Spur kamen, ist ungeklärt.
Nach einem Schauprozess, mit dem die Deutschen ein Exempel statuieren wollten, wurden 18 Geuzen, darunter Kop, IJzerdraat und Kijne, zum Tode verurteilt. Da drei Geuzen, darunter Bill Minco, noch minderjährig waren, wurde ihre Strafe in lebenslänglich umgewandelt und an ihrer Stelle drei Anführer des Amsterdamer Februarstreiks hingerichtet. Die 18 Männer wurden am 13. März 1941 auf der Waalsdorpervlakte erschossen; ein Geuzen-Mitglied war zuvor schon an den Folgen von Folter gestorben. Vor ihrer Exekution sangen die Männer den Psalm 43:4 („Dan ga ik op tot uw altaren tot U, o bron van zaligheid“). Minco, der als Augenzeuge der Exekution beiwohnte, berichtete davon später in seinem Buch Koude voeten, begenadigd tot levenslang.
Nach der Hinrichtung schrieb der Dichter Jan Campert das Gedicht De achttien dooden. Als 1943 bekannt wurde, dass Campert im KZ Neuengamme ums Leben gekommen war, wurde es in der Untergrund-Zeitschrift Vrij Nederland und auf einem illegalen Flugblatt mit einer Auflage von 15.000 Stück abgedruckt.

## Gedächtnisstätten
Sechs der 18 hingerichteten Männer liegen auf dem Begraafplaats Emaus in Vlaardingen, andere fanden ihre letzte Ruhestätte auf dem Ereveld Loenen, einem Soldatenfriedhof in Loenen bei Apeldoorn. Auf dem Marktplatz von Vlaardingen wurde 1983 eine Bronzeskulptur des Bildhauers Leen Droppert enthüllt. Von der Skulptur aus führen 18 schwarze Rechtecke in Richtung des Rathauses, in dessen Keller die Geuzen inhaftiert worden waren.

## Stichting Geuzenverzet 1940–1945
Seit 1987 vergibt die Stichting Geuzenverzet 1940-1945 jährlich in Vlaardingen in Erinnerung an die Geuzen den „Geuzenpenning“ an Personen, die sich in besonderer Weise für Demokratie und gegen Diktatur, Diskriminierung und Rassismus eingesetzt haben. Unter den bisher Geehrten befinden sich der ehemalige deutsche Bundespräsident Richard von Weizsäcker, die Anne-Frank-Stiftung, Human Rights Watch und der ehemalige finnische Präsident Martti Ahtisaari. 2005 nahm der Schauspieler Richard Gere die Auszeichnung im Namen der International Campaign for Tibet entgegen.